# Devon Mitchell
Devon Mitchell (26 marzo 1981) è un ex calciatore trinidadiano, di ruolo attaccante.

## Carriera

### Club
Mitchell vestì le maglie di San Juan Jabloteh, Joe Public e W Connection, prima di ritornare al Joe Public.

### Nazionale
Conta 3 presenze per Trinidad e Tobago.